# Andrey Nazário Afonso
Andrey Nazário Afonso, mais conhecido como Andrey (Porto Alegre, 9 de novembro de 1983), é um ex-futebolista brasileiro que atuava como goleiro. 

## Biografia
Foi revelado pelo Grêmio, clube onde ficou até o ano de 2005, quando foi dispensado. Passou por Atlético Paranaense e Figueirense antes de partir para a Romênia para jogar no Steaua Bucureşti, na temporada 2006-07. Retornou ao Brasil em 2008, atuando pelo Cruzeiro. Depois foi para a Portuguesa, em 2010, e em 2011, para o Criciúma.
Em 2012, foi anunciado pelo ABC. Em 2013 foi para o América de Natal, tendo ficado até o fim de 2014. Em 2015 foi para o Paysandu. Ainda em 2015, foi para o Boa Esporte.
No final de 2015, o atleta foi anunciado como reforço do Inter de Lages para a temporada seguinte e chegou a participar de parte da pré-temporada do clube catarinense. No entanto, alegando problemas particulares, e antes mesmo de disputar uma partida pela equipe, pediu dispensa para retornar a Porto Alegre, onde acertou com o Cruzeiro local.
Em uma partida válida pelo campeonato brasileiro da série B, do ano de 2013, Andrey envolveu-se em uma polemica com o jogador Valdivia, o mesmo disse que que ele tinha bafo. Ficou conhecido como Petr Čech de Natal por usar protetor para a cabeça igual o goleiro do Chelsea.
Em novembro de 2017, Andrey foi anunciado seu retorno ao Macaé, para a disputa da Seletiva do Carioca de 2018. Em 30 de janeiro de 2018, Andrey teve seu contrato rescindido após cometer uma falha que resultou no segundo gol da Portuguesa da Ilha, que venceu sua equipe, o Macaé, por 2-1.

## Títulos
Grêmio
- Campeonato Gaúcho: 2001
- Copa do Brasil: 2001

Atlético-PR
- Campeonato Paranaense: 2005

Figueirense
- Campeonato Catarinense: 2006

Steua Bucaresti
- Supercopa da Romênia: 2006

Cruzeiro
- Torneo Verano: 2009
- Campeonato Mineiro: 2008, 2009

América-RN
- Copa Cidade de Natal: 2014
- Campeonato Potiguar: 2014

Brasiliense
- Campeonato Brasiliense: 2017

Brasil Sub-20
- Campeonato Mundial Sub-20: 2003